# George Gamow
George Gamow (rus: Гео́ргий Анто́нович Га́мов)  (Odessa, 4 de març de 1904 - Boulder, 19 d'agost de 1968) nascut Heòrhi Antònovytx Hàmov (ucraïnès: Гео́ргій Анто́нович Га́мов) o Gueorgui Antónovitx Gàmov (rus: Гео́ргий Анто́нович Га́мов), va ser un físic i cosmòleg estatunidenc d'origen ucraïnès. Va treballar en camps tan dispars com el nucli atòmic, la formació estel·lar, la nucleosíntesi estel·lar, la nucleocosmogènesi i la genètica. Va exercir un important paper en el desenvolupament de la teoria del big-bang, segons la qual l'Univers es va originar a partir d'un estat extremadament dens i calent fa 13.800 milions d'anys i des de llavors no ha deixat d'expandir-se.
Va néixer a Odessa, que llavors pertanyia a l'imperi Rus i actualment es troba a la Ucraïna independent. Va estudiar a Odessa i a Leningrad i de jove va treballar en diversos laboratoris de ciutats europees com Göttingen, Copenhaguen i Cambridge per finalment tornar a la Unió Soviètica. Però el clima opressiu del règim soviètic el va empènyer a escapar-se. Després de dos intents de fuga frustrats, el 1933, aprofitant un permís per a ell i la seva esposa per assistir a la Conferència Solvay a Brussel·les, va decidir no tornar més a la Unió Soviètica. El 1934 va traslladar-se als Estats Units on realitzaria els seus treballs més importants i on residiria la resta de la seva vida.
Va ser professor a la George Washington University a Washington DC (1934) i el 1956 es trasllada a la Universitat de Colorado a Boulder.
Gamow va donar suport a la teoria del big-bang des del principi i el 1948 va publicar un article, juntament amb Ralph Alpher, en què explicava la formació d'heli en l'univers primitiu i els nivells actuals d'heli i hidrogen a l'univers. Aquest model es coneix com la teoria Alpher-Bethe-Gamow. El nom de Hans Bethe hi va ser afegit per Gamow per fer un joc de paraules amb les tres primeres lletres de l'alfabet grec alpha beta gamma, encara que Bethe no va tenir res a veure amb l'article.
El 1946 va predir que el big-bang havia donat lloc a la radiació còsmica de fons que va ser detectada el 1965 per Arno Penzias i Robert Wilson.
També es va interessar per l'evolució de les estrelles i, en concret, per com es genera l'energia en elles, i per temes relacionats amb la genètica.